# Arisemus aenigmaticus
Arisemus aenigmaticus är en tvåvingeart som beskrevs av Quate och Brown 2004. Arisemus aenigmaticus ingår i släktet Arisemus och familjen fjärilsmyggor.
Artens utbredningsområde är Costa Rica. Inga underarter finns listade i Catalogue of Life.